# Varėna
Varėna  (în poloneză Orany, idiș אוראַן, Oran ) este un oraș în Dzūkija, Lituania. 

## Istorie
Orașul a fost înființat în 1862 în apropierea căii ferate Varșovia - Sankt Petersburg, 4 kilometri (2,5 mi) sud de Sena Varėna (Vechea Varėna). În acel moment a fost o așezare mică, dar după o dezvoltare constantă a devenit în cele din urmă centrul districtului Varena. În perioada interbelică, după Primul Război Mondial, orașul a fost anexat de Polonia și a fost redenumit Orany. S-a aflat în apropierea graniței dintre Polonia și Lituania, în județul Wilno-Troki (Powiat wileńsko-trocki) din Voievodatul Wilno. În 1939, după invazia germano-sovietică din Polonia, Varėna a fost returnat către Lituania. 
La 9 septembrie 1942 toți evreii din orașul Varėna au fost adunați în sinagoga locală. În acea zi, chiar dacă germanii încercau să-l împiedice să facă acest lucru, preotul Jonas Gylys a intrat în sinagogă și i-a încurajat pe evrei ca mai bine să fie curajoși în ultimele lor ore, decât să se convertească la creștinism. 
În ziua următoare (sau, potrivit unei alte surse, peste 9 zile) toți evreii au fost luați din sinagogă în Eserekiai - o dumbravă de copaci de lângă satul Druckūnai, la 1,5 kilometri (0,9 mi) de oraș. Două gropi mari au fost săpate acolo, de 25 metri (82 ft), una pentru bărbați și una pentru femei. Naționaliștii lituanieni au forțat victimele să meargă în grupuri spre gropi unde i-au împușcat. Apoi ucigașii și-au jefuit victimele.
Potrivit raportului lui Karl Jaeger, comandantul Einsatzkommando 3A, 831 de evrei din Varėna (și zonele învecinate) - 541 de bărbați, 149 de femei și 141 de copii - au fost uciși în acea zi.
În 1946, aproximativ 2000 de polonezi au fost repatriați în Polonia.
După industrializarea din anii 1970, orașul s-a dezvoltat rapid. În prezent există în Varėna 9.240 de locuitori. Districtul Varėna este regiunea cea mai mare și mai împădurită din Lituania. 

## Persoane notabile
- Pictorul și compozitorul Mikalojus Konstantinas Čiurlionis s-a născut în Sena Varėna în 1875.

## Relații internationale

### Orașele înfrățite
Varėna este înfrățită cu: 
- Mikołajki, Polonia